# Fontanelle (Nebraska)
Fontanelle è un census-designated place (CDP) degli Stati Uniti d'America, situato nello stato del Nebraska, diviso tra la contea di Dodge e la contea di Washington.